# Salix cupularis
Salix cupularis — вид квіткових рослин із родини вербових (Salicaceae).

## Морфологічна характеристика
Це невеликий кущ. Гілочки пурпурно-коричневі або чорно-фіолетові, у старості сірі, з помітними вузлами. Прилистки ≈ 5 мм; листкова ніжка жовтувата, 1/3–1/2 довжини листкової пластинки; листкова пластинка еліптична або обернено-яйцеподібно-еліптична, рідше приблизно куляста, 15–27 × 10–15 мм, абаксіально (низ) зеленувата, адаксіально тьмяно-зелена й гола, край цільний, верхівка заокруглена і загострена. Чоловіча сережка до 2 см. Жіноча сережка від еліптичної до коротко циліндричної форми, ≈ 1 см. Коробочка ≈ 3 мм.

## Середовище проживання
Північно-центральний і південно-центральний Китай, Внутрішня Монголія, Цинхай. Населяє гірські схили; на висотах 2500–4000 метрів.